# Nedra Tvåtjärnen
Nedra Tvåtjärnen är en sjö i Ovanåkers kommun i Hälsingland och ingår i Ljusnans huvudavrinningsområde.